# Episodi de I Fitzpatricks
| nº | Titolo originale             | Titolo italiano | Prima TV USA      | Prima TV Italia |
| -- | ---------------------------- | --------------- | ----------------- | --------------- |
| 1  | The Fitzpatricks             |                 | 5 settembre 1977  |                 |
| 2  | FitzLo Co.                   |                 | 20 settembre 1977 |                 |
| 3  | The Shark                    |                 | 27 settembre 1977 |                 |
| 4  | Superman                     |                 | 4 ottobre 1977    |                 |
| 5  | Halloween                    |                 | 11 ottobre 1977   |                 |
| 6  | Cheerleader                  |                 | 25 ottobre 1977   |                 |
| 7  | A Love Story                 |                 | 8 novembre 1977   |                 |
| 8  | Marijuana                    |                 | ?? novembre 1977  |                 |
| 9  | The Sacrament                |                 | 29 novembre 1977  |                 |
| 10 | Say Goodbye to Buddy Bonkers |                 | 6 dicembre 1977   |                 |
| 11 | Runaway                      |                 | ?? dicembre 1977  |                 |
| 12 | A Living Wage                |                 | 3 gennaio 1978    |                 |
| 13 | The New Fitzpatrick          |                 | 10 gennaio 1978   |                 |